# Giordano Falzoni
Giordano Falzoni (Zagabria, 11 novembre 1925 – Milano, 26 aprile 1998) è stato un artista, scrittore e attore italiano.

## Biografia
Personaggio poliedrico, attivo a Parigi dalla fine degli anni '40, fu tra gli animatori della "Compagnie de l’Art Brut" (primo nucleo della Collection de l'Art Brut poi trasferita a Losanna), stringendo amicizia con uno dei suoi fondatori, André Breton (di cui fu anche traduttore in italiano per Einaudi); fu Breton a presentare la sua prima mostra personale nel 1951 alla galleria romana L’Obelisco e a organizzare la sua prima personale parigina alla Galerie de l’Etoile Scelée nel 1954. Tornato in Italia partecipò alla vicenda del Gruppo 63.
Come scrittore esordì con Teatro da camera, Milano, Rizzoli, 1965, cui seguirono esperimenti diversi, sia in ambito creativo sia in ambito critico pubblicati su riviste quali "Il Verri" e "Il Caffè". Una raccolta dei suoi scritti è ora in Opere: letteratura, teatro, cinema, arte, società, a cura di Teresa Nocita, Ravenna, Longo, 2019. Tradusse, oltre a Breton, anche diversi romanzi di Mickey Spillane per Garzanti. Fu anche autore attivo nel cinema d’avanguardia con il lungometraggio Le avventure di Giordano Falzoni, realizzato nel 1971 con il regista Alberto Grifi. Apparve anche in molti film tra cui L'avvertimento di Damiano Damiani,  Dagobert di Dino Risi e La voce della Luna di Federico Fellini.

## Filmografia

### Cinema
- In nome del popolo italiano, regia di Dino Risi (1971)
- Luca il contrabbandiere, regia di Lucio Fulci (1980)
- L'avvertimento, regia di Damiano Damiani (1980)
- Il leone del deserto, regia di Mustafa Akkad (1981)
- Lo squartatore di New York, regia di Lucio Fulci (1982)
- Dagobert, regia di Dino Risi (1984)
- Tutti dentro, regia di Alberto Sordi (1984)
- Troppo forte, regia di Carlo Verdone (1986)
- Il nome della rosa, regia di Jean-Jacques Annaud (1986)
- Catacombs - La prigione del diavolo, regia di David Schmoeller (1988)
- Stradivari, regia di Giacomo Battiato (1988)
- La voce della Luna, regia di Federico Fellini (1990)

### Televisione
- Caccia al ladro d'autore, regia di Sergio Martino – miniserie TV (1986)
- Quando arriva il giudice, regia di Giulio Questi – miniserie TV (1986)